# DGAT2L6
DGAT2L6 (англ. Diacylglycerol O-acyltransferase 2 like 6) – білок, який кодується однойменним геном, розташованим у людей на довгому плечі X-хромосоми. Довжина поліпептидного ланцюга білка становить 337 амінокислот, а молекулярна маса — 38 593.
| 10         |  | 20         |  | 30         |  | 40         |  | 50         |
| ---------- |  | ---------- |  | ---------- |  | ---------- |  | ---------- |
| MAFFSRLNLQ |  | EGLQTFFVLQ |  | WIPVYIFLGA |  | IPILLIPYFL |  | LFSKFWPLAV |
| LSLAWLTYDW |  | NTHSQGGRRS |  | AWVRNWTLWK |  | YFRNYFPVKL |  | VKTHDLSPKH |
| NYIIANHPHG |  | ILSFGVFINF |  | ATEATGIARI |  | FPSITPFVGT |  | LERIFWIPIV |
| REYVMSMGVC |  | PVSSSALKYL |  | LTQKGSGNAV |  | VIVVGGAAEA |  | LLCRPGASTL |
| FLKQRKGFVK |  | MALQTGAYLV |  | PSYSFGENEV |  | FNQETFPEGT |  | WLRLFQKTFQ |
| DTFKKILGLN |  | FCTFHGRGFT |  | RGSWGFLPFN |  | RPITTVVGEP |  | LPIPRIKRPN |
| QKTVDKYHAL |  | YISALRKLFD |  | QHKVEYGLPE |  | TQELTIT    |  |            |

A: Аланін

C: Цистеїн

D: Аспарагінова кислота

E: Глутамінова кислота

F: Фенілаланін

G: Гліцин

H: Гістидин

I: Ізолейцин

K: Лізин

L: Лейцин

M: Метіонін

N: Аспарагін

P: Пролін

Q: Глутамін

R: Аргінін

S: Серин

T: Треонін

V: Валін

W: Триптофан

Кодований геном білок за функціями належить до трансфераз, ацилтрансфераз. 
Задіяний у таких біологічних процесах, як метаболізм ліпідів, біосинтез ліпідів. 
Локалізований у мембрані, ендоплазматичному ретикулумі.